# Епархия Кага-Бандоро
Епархия Кага-Бандоро (лат. Dioecesis Kagiensis-Bandorensis) — епархия Римско-Католической церкви c центром в городе Кага-Бандоро, Центральноафриканская Республика. Юрисдикция епархии Кага-Бандоро распространяется на префектуры Баминги-Бангоран, Нана-Гребизи и Кемо. Епархия Кага-Бандоро входит в митрополию Банги. Кафедральным собором епархии Кага-Бандоро является церковь Святой Терезы Младенца Иисуса.

## История
28 июня 1997 года Римский папа Иоанн Павел II издал буллу Cum ad aeternam, которой учредил епархию Кага-Бандоро, выделив её из архиепархии Банги.

## Ординарии епархии
- епископ Франсуа-Ксавье Йомбандже (28.06.1997 — 3.04.2004) — назначен епископом Босангоа;
- епископ Альбер Ванбёль S.D.B.[1] (16.07.2005 — 27.09.2015);
- епископ Тадеуш Збигнев Кусый (с 27.09.2015 по 31.03.2024).